# Dječak sa zvrkom
Dječak sa zvrkom ili Portret Augestea Gabriela Godefroyja je ulje na platnu koje je 1741. naslikao francuski slikar rokokoa Jean Baptiste Siméon Chardin. Riječ je o realističkom portretu na kojem je prikazan dječak Auguste Godefroy kako promatra zarotirani zvrk na stolu na kojem se nalaze dvije knjige te pribor za pisanje (pero i tinta te list papira). Scena je prikazana u zamračenoj sobi zelenih zidova.
Na temelju dječakove odjeće i bijele perike koju nosi, može se zaključiti da se radi o djetetu bogate plemićke obitelji.
Naslikati psihološki prikaz modela bio je jedan od osnovnih zahtjeva realističkoga Chardinova portreta. Samo djelo Dječak sa zvrkom je vezao za istoimenu scenu što je karakteristično za Chardinove portrete koji su vezani za neku scenu. Upravo intimnost tih kompozicija osnovna je odlika Chardinova slikarstva.
Sliku je kupio brazilski političar i diplomat Assis Chateaubriand te se danas nalazi u Muzeju umjetnosti u São Paulu.

## Vanjske poveznice
- THE CHILD WITH A TEETOTUM, PORTRAIT OF AUGUSTE-GABRIEL GODEFROY[neaktivna poveznica]